# Телекіу
Телекіу (рум. Telechiu) — село у повіті Біхор в Румунії. Входить до складу комуни Цецкя.
Село розташоване на відстані 415 км на північний захід від Бухареста, 26 км на схід від Ораді, 105 км на захід від Клуж-Напоки.

## Населення
За даними перепису населення 2002 року у селі проживали 752 особи.
Національний склад населення села:
| Національність | Кількість осіб | Відсоток |
| -------------- | -------------- | -------- |
| цигани         | 265            | 35,2%    |
| угорці         | 261            | 34,7%    |
| румуни         | 206            | 27,4%    |
| словаки        | 20             | 2,7%     |

Рідною мовою назвали:
| Мова      | Кількість осіб | Відсоток |
| --------- | -------------- | -------- |
| угорська  | 263            | 35,0%    |
| циганська | 261            | 34,7%    |
| румунська | 209            | 27,8%    |
| словацька | 14             | 1,9%     |